# American Electric Vehicle Company
American Electric Vehicle Company war ein US-amerikanischer Hersteller von Automobilen.

## Unternehmensgeschichte
Das Unternehmen wurde 1896 in Chicago in Illinois gegründet. In dem Jahr begann die Produktion von Automobilen. Der Markenname lautete American Electric. 1896 bestellte der Versandhandel Montgomery Ward zwei Fahrzeuge, die sie zu Werbezwecken einsetzten. Bis 1899 gab es eine Zusammenarbeit mit der Elgin Sewing Machine and Bicycle Company. 1900 zog das Unternehmen unter Leitung von J. Herbert Ballantine nach New York City und hatte ein Werk in Hoboken in New Jersey. Im Oktober 1902 begann die Insolvenz. Im November 1902 wurde das Unternehmen verkauft.

## Fahrzeuge

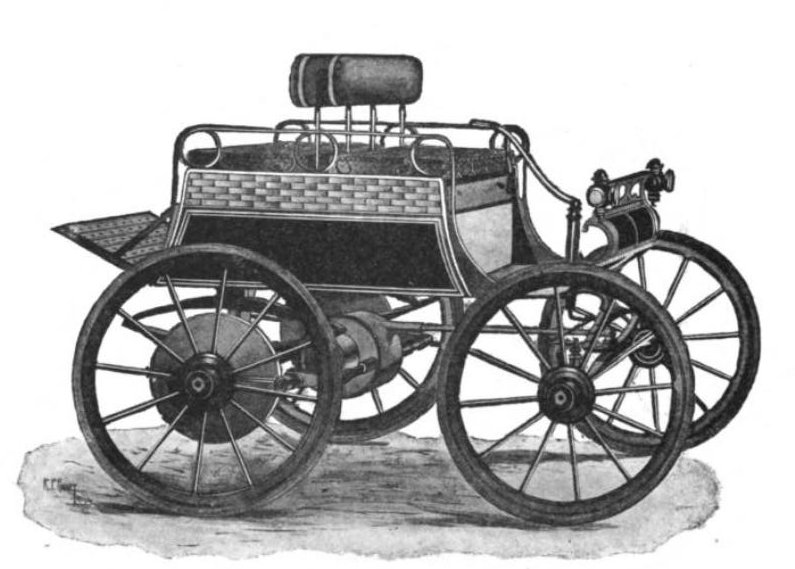
American Electric Dos-A-Dos (1900)

Im Angebot standen ausschließlich Elektroautos. Ein Elektromotor trieb die Fahrzeuge an. Von 1896 bis 1899 gab es zwei- und viersitzige Runabout. Für die Zeit von 1900 bis 1902 werden 21 verschiedene Aufbauten genannt. Überliefert sind Road Buggy, Stanhope, Golf Trap, Surrey, Brake mit vier und sechs Sitzen, Victoria, Brougham mit vier und sechs Sitzen, Hansom, Omnibus mit acht Sitzen, Emergency und Light Delivery als Nutzfahrzeug.

## Modellübersicht
| Jahr      | Aufbau |
| --------- | --- |
| 1896–1899 | Two-Seater Runabout, Four-Seater Runabout |
| 1900–1902 | Road Buggy, Stanhope, Golf Trap, Surrey, Four-Seater Brake, Six-Seater Brake, Victoria, Four-Seater Brougham, Six-Seater Brougham, Hansom, Eight-Seater Omnibus, Emergency, Light Delivery |